# Silverhättad fruktduva
Silverhättad fruktduva (Ptilinopus richardsii) är en fågel i familjen duvor inom ordningen duvfåglar.

## Utseende och läte
Silverhättad fruktduva är en färgglad duva. Hanen har silvergrått på huvud och bröst, gröna vingar och lysande orange på buk och stjärtundersida. Honan är mer enfärgat grön, med grönt under stjärten och gråaktig anstrykning i ansiktet. I flykten verkar vingarna starkt blå. Arten förekommer tillsammans med vithuvad fruktduva och gulbandad fruktduva, men hanen är omisskännlig och honan urskiljs på grått ansikte, mörkt pepparkornsöga och silvergrå strupe. Lätet är ett duvtypiskt studsande hoande, liknat vid ett skratt.

## Utbredning och systematik
Silverhättad fruktduva förekommer i Salomonöarna. Den delas in i två underarter med följande utbredning:
- Ptilinopus richardsii richardsii – förekommer i östra Salomonöarna (Ugi och Santa Anna)
- Ptilinopus richardsii cyanopterus – förekommer i sydöstra Salomonöarna (Rennell och Bellona)

## Status
Arten har ett litet utbredningsområde och en världspopulation som uppskattas till endast mellan 3 300 och 11 500 vuxna individer. Beståndet tros dock vara stabilt, varför IUCN kategoriserar den som livskraftig.

## Namn
Fågelns svenska och vetenskapliga artnamn hedrar George Edward Richards (1852-1927), utforskare och samlare av specimen i Ostindien,